# Colli della Sabina bianco
Il Colli della Sabina bianco è un vino DOC la cui produzione è consentita nelle province di Rieti e Roma.

## Caratteristiche organolettiche
- colore: paglierino più o meno intenso
- odore: delicato, caratteristico
- sapore: asciutto, delicato, armonico, talvolta amabile

## Produzione
Provincia, stagione, volume in ettolitri
- Rieti  (1996/97)  1078,0